# グレッグ・レイク&ゲイリー・ムーア
『グレッグ・レイク&ゲイリー・ムーア』（原題：Greg Lake）は、イングランドのミュージシャン、グレッグ・レイクが1981年に発表した、ソロ名義では初のスタジオ・アルバム。レイクのソロ作品であるにもかかわらず邦題が連名となっているのは、ムーアの貢献度が高かったことと、当時日本で急上昇していたムーアの人気にあやかりたいレコード会社の思惑があってのことだった。

## 背景
「ラヴ・ユー・トゥー・マッチ」はボブ・ディランの曲に手を加えたもので、レイクは「ボブ・ディランの曲を歌ってみたかったけど、他の誰かが既にやっているような曲はやりたくなかった」「彼（ディラン）は未完成の曲のテープを送ってきて、『この曲を完成させて自分でやってみれば、オリジナル曲をやったようなものだよ』と言ってくれた」と語っている。彼はこの曲に「猛烈なギター・ソロが必要だ」と考え、マネージャーを通じてゲイリー・ムーアに参加を依頼し、ムーアはワン・テイクでソロの録音を終えた。レイクはそれを機に彼と意気投合して「リトリビューション・ドライヴ」、「ロング・グッバイ」、「ザ・ライ（偽りの世界）」でもソリストに起用し、更に彼の曲「ニュークリア・アタック」も取り上げた。
本作でベースを弾いたトリストラム・マーゲッツは、かつてレイクのプロデュースによるアルバムを発表したバンド「スポンティニュアス・コンバスション」のメンバーだった。
1969年にレイクと共にキング・クリムゾンにオリジナル・メンバーとして在籍していたマイケル・ジャイルス（ドラムス）も参加した。

## 反響・評価
全英アルバムチャートでは、レイクのソロ・アルバムとしては唯一のトップ100入りを果たし、最高62位を記録した。アメリカでは、本作が17週Billboard 200入りして1981年12月19日に最高62位を記録し、本作からのシングル「とどかぬ愛」はBillboard Hot 100で48位に達した。
Marc Lorenはオールミュージックにおいて5点満点中3点を付け「よくできた楽曲と、ゲイリー・ムーアの熱烈なギターを前面に押し出した、単純明快なギター主導のロックンロールの領域に乗り出したアルバム」と評している。

## ツアー
本作リリースに伴うツアーには、レコーディングの主要メンバーであるムーア、トミー・アイアー、トリストラム・マーゲッツ、テッド・マッケンナが参加した。1981年11月5日にハマースミス・オデオンで開かれたロンドン公演を収録したライブ・アルバム『イン・コンサート』（1995年発売）には、本作からの曲に加え、レイクがかつて所属していたキング・クリムゾンおよびエマーソン・レイク・アンド・パーマーの曲や、ムーアの代表曲「パリの散歩道」も収録されている。

## 収録曲
1. ニュークリア・アタック - "Nuclear Attack" (Gary Moore) – 4:31
2. ラヴ・ユー・トゥー・マッチ - "Love You Too Much" (Bob Dylan, Helena Springs, Greg Lake) – 3:56
3. イット・ハーツ - "It Hurts" (G. Lake) – 4:30
4. ブラック・アンド・ブルー - "Black and Blue" (G. Lake) – 3:58
5. リトリビューション・ドライヴ - "Retribution Drive" (G. Lake, Tony Benyon, Tommy Eyre) – 5:05
6. ロング・グッバイ - "Long Goodbye" (G. Lake, T. Benyon, T. Eyre) – 3:59
7. ザ・ライ（偽りの世界） - "The Lie" (G. Lake, T. Benyon, T. Eyre) – 4:47
8. サムワン - "Someone" (G. Lake, T. Benyon, T. Eyre) – 4:11
9. とどかぬ愛 - "Let Me Love You Once Before You Go" (Steve Dorff, Molly Ann Leikin) – 4:20
10. フォー・ゾーズ・フー・デア - "For Those Who Dare" (G. Lake, T. Benyon) – 3:51

## 参加ミュージシャン
- グレッグ・レイク - ボーカル
- ゲイリー・ムーア - ギター
- トミー・アイアー - キーボード
- トリストラム・マーゲッツ - ベース
- テッド・マッケンナ（英語版） - ドラムス

アディショナル・ミュージシャン
- スティーヴ・ルカサー - ギター
- ディーン・パークス - ギター
- スナッフィ・ウォルデン - ギター
- ビル・クオモ - キーボード
- グレッグ・マシスン - キーボード
- デヴィッド・ハンゲイト - ベース
- マイケル・ジャイルズ - ドラムス
- ジョード・リー - ドラムス
- ジェフ・ポーカロ - ドラムス
- クラレンス・クレモンズ - サクソフォーン
- ウィリー・コクラン - パイプ
- デヴィッド・ミルナー - パイプ